# Yo Elijo Mi PC
Yo Elijo mi PC es una beca del Gobierno de Chile que se entrega a través de la Junta Nacional de Auxilio Escolar y Becas, la que beneficia a estudiantes chilenos con alto rendimiento académico de bajos recursos que cursan 7º año básico de educación. Se inició en 2009, durante la administración de la presidenta Michelle Bachelet.
El objetivo del programa es: 

(...)aumentar los niveles de equidad, disminuir la brecha digital y favorecer a niños en condición de vulnerabilidad, que se destacan por sus altas calificaciones escolares.
Junaeb

## Características y selección
Cuando el programa se inicia, en 2009, se entregaron 30.000 computadores. Desde el año siguiente hasta ahora se aumentó el número a 60.000 equipos por año.
Los beneficiarios se seleccionan de entre los escolares del 40% más vulnerable (que tengan altos puntajes de vulnerabilidad de la Ficha de Protección Social) y que tengan buenas notas entre 4° y 6° año básico. A los seleccionados se les notifica a fines de año, para que elijan el computador que quieran de entre varias opciones publicadas en un portal web, de ahí el nombre del programa.
La entrega del equipo se realiza al inicio del año escolar siguiente, cuando el alumno cursa 7º año básico.